# 山村良道
山村 良道（やまむら よしみち）は、戦国時代から安土桃山時代にかけての武将。信濃国の国衆・木曾義元の重臣。木曾山村氏の初代。

## 生涯
良道は、宇多源氏の佐々木氏の支流または、大江氏の末裔とされ、近江国山村郷(滋賀県甲賀市水口町山)の出身で、はじめは室町幕府に仕えたが、室町幕府が衰えてきたので任を辞して諸国を遍歴し、木曽谷に来た時に木曾義元に知遇を得た。
義昌は良道の人柄を気に入って、木曾に留まって自分に仕えるように言ったが、すぐに決断することができなかった。
『西筑摩郡誌』によると、永正元年（1504年）、飛騨国司・姉小路済継の命を受けた三木重頼配下の大熊玄蕃・白谷左馬介らが白巣峠を越えて木曾領の王滝村に攻め入った。木曾義元は王滝城にて飛騨勢を迎え撃ったが敗れ、居城の木曽福島城への退却中に追撃を受け負傷し死去した。
そこで、困った木曾氏を見捨てて他所へ去ることはできず、木曾氏の家臣として残ったという。
『西筑摩郡誌』によると、その後、王滝村に居住していたが、飛騨から侵入して来た兵と戦って没したとあるが、他の諸記録を見る限りその様な記録は見当たらない。
『木曽福島町史』によると、この頃、木曾義元は、大桑村須原の館に住んでいたので良道も須原で暮らしていた。
ある深夜、義元の館を何者かが襲撃したため、良道は戦って傷を負い死亡した。
時に嫡男の良利が2歳(数えの3歳)の時であった。そこで、木曾義在が良利を養育して、娘を娶らせて木曾氏の重臣にしたとされる。
『千村家所蔵記録』によると、「良道 依宿意人違に 木曾義在の甥某を闇討に 被致候付 義在忿之則 良道親族誅討 此時良利三歳 舊臣抱蔵之 信州伊那伯母 預之由申出候云々」とある。
また忌日については、子孫の山村良啓が、長福寺で良道の二百回忌を行ったときに、住持の梅傳に相談して、永正12年(1515年)とした。
その理由は、良道の子の良利は、慶長4年(1599年)に86歳で没していることから、良利が2歳(数えの3歳)の時に亡くなったとすると、永正12年(1515年)となるからである。
良道の墓は残っておらず、長福寺に位牌のみがある。
子孫の山村良勝は、徳川家康が率いる東軍に加わり、関ヶ原の戦いの前哨戦である東濃の戦いでの戦功により、5,900石の知行所を与えられて江戸幕府の旗本となった後に、子孫は代々尾張藩の重臣(大年寄)となり、木曾代官も兼務した。